# Josep Rovira i Bruguera
Josep Rovira i Bruguera (Barcelona, 4 de julio de 1865-Barcelona,29 de abril de 1925) fue un industrial y político español, tío de Francesc Rovira i Beleta.

## Biografía

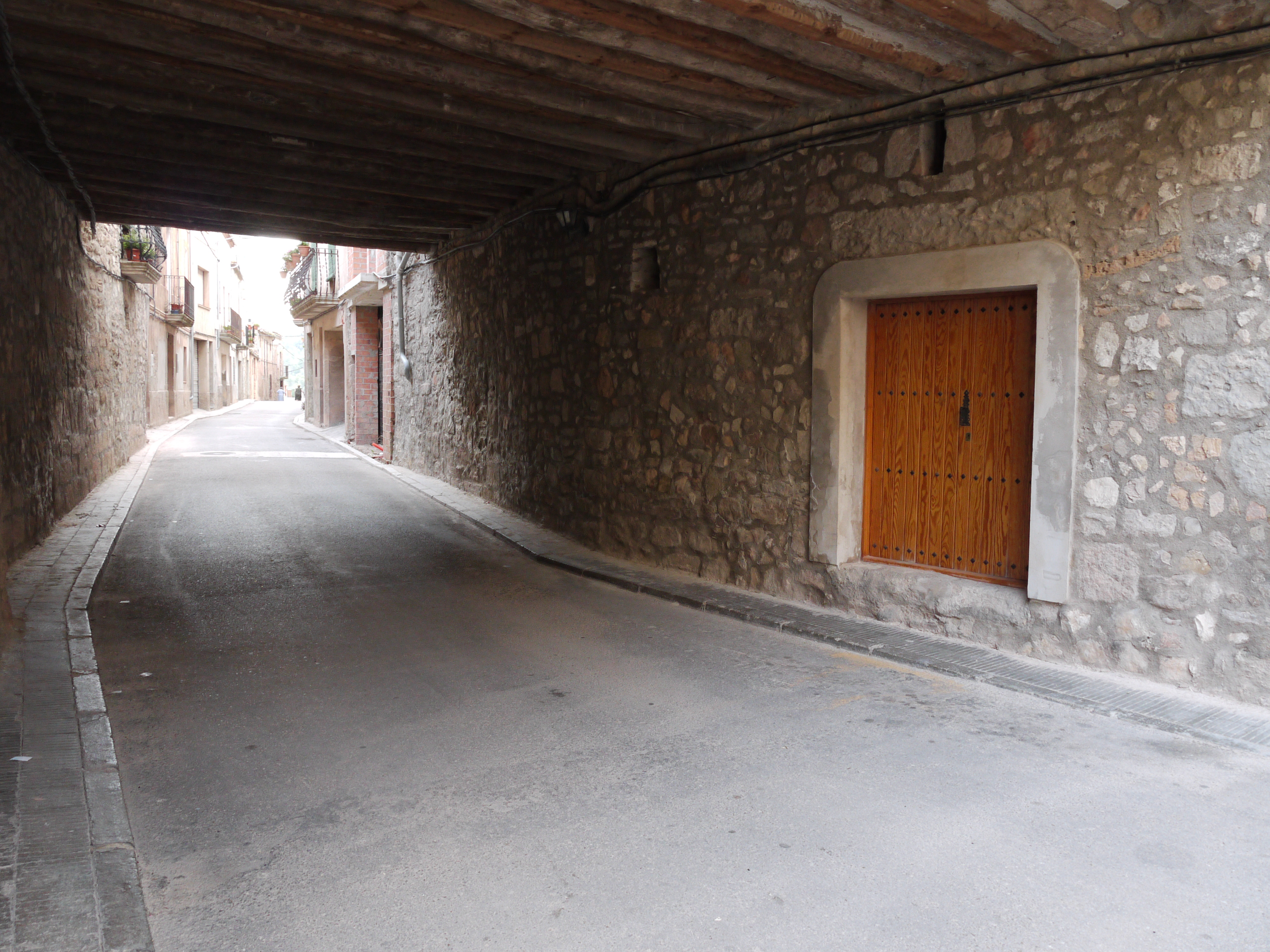
Can Rovira de la Volta en Jorba (Noya), casa pairal de la familia de Josep Rovira i Bruguera. Característica arquitectónica, desde la calle Major, por uno de sus tres accesos.

Nace en la ciudad de Barcelona, en el distrito del Ensanche, el 4 de julio de 1865, hijo y heredero de Ramon Rovira i Casanella (Can Rovira de la Volta, Jorba, 1836—Barcelona, 1914), industrial, propietario de la fábrica El Progreso de San Martín de Provensals (1888–1988), y Jacinta Bruguera i Rius (Barcelona, 1845—San Cugat del Vallés, 1907), propietaria, promotora de la Casa Jacinta Bruguera de San Cugat del Vallésy heredera de la familia aristócrata Foixart, conocidos ser los antiguos propietarios de lo que hoy se conoce como Montjuïc.
Fue industrial, comerciante y propietario —mayor contribuyente (1922), sucesor en la fábrica El Progreso de San Martín de Provensals (1914-1925), presidente de la Asociación de Fabricantes de Harina de Barcelona (1922-1924), individuo de la Lonja de Barcelona, de la Cámara de Comercio, del Fomento del Trabajo Nacional y de la Sociedades económicas de amigos del país, etc.— y concejal y teniente de alcalde del Ayuntamiento de Barcelona —distrito II antiguo, Lliga Regionalista, elecciones municipales de 1905, 1913 y 1922—.

## Carrera política

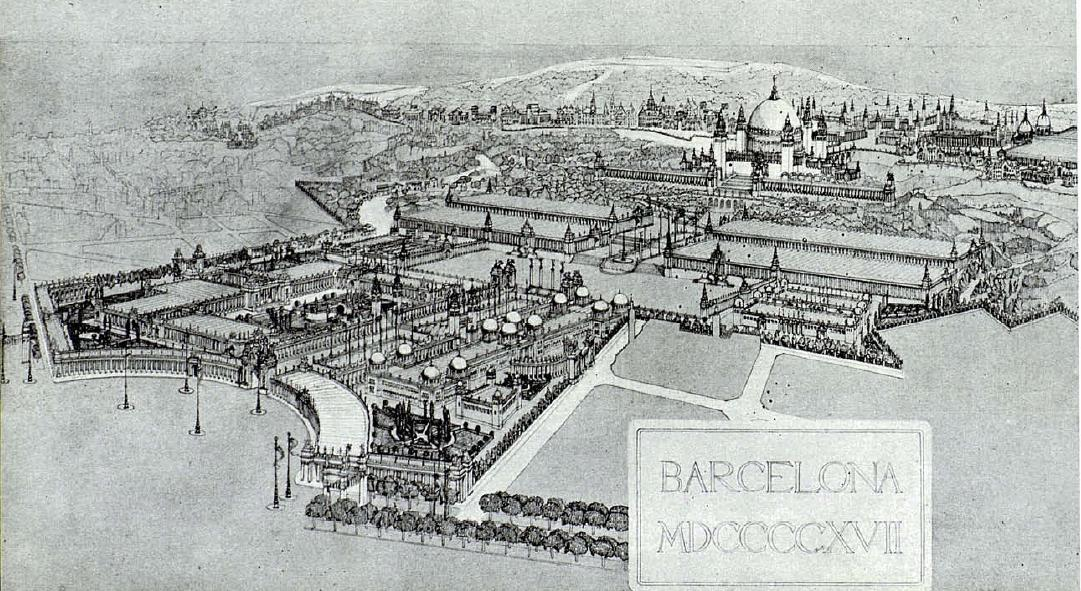
Plano de Josep Puig i Cadafalch de 1917 de su proyecto inicial de urbanización de la montaña de Montjuic para la Exposición Internacional de Barcelona de 1929, donde se observan, a la derecha del Palacio Nacional, las hondonadas de la antigua cantera Foixarda, cedida al Ayuntamiento de Barcelona en 1915, con destino a parques y jardines, por los herederos de Jacinta Bruguera i Rius, madre de Josep Rovira i Bruguera.

Entre 1901 y 1925 coordina las campañas políticas de Liga Regionalista en San Pedro, Santa Catalina y la Ribera, barrio de Barcelona entonces perteneciente al antiguo distrito II, por el que, como Ferran de Sagarra i de Siscar, Lluís Duran i Ventosa, Juan Ventosa, Pedro Rahola o Joan Rubió i Bellver, será por primera vez elegido concejal del Ayuntamiento de Barcelona en las elecciones municipales de 1905.
Reelegido concejal en 1913, media en 1915 la cesión de su familia al Ayuntamiento de Barcelona de los terrenos de la cantera Foixarda en la montaña de Montjuic, destinados a parques y jardines según proyecto de urbanización de esta montaña para la Exposición Internacional de Barcelona de 1929, donde sobre dos de sus hondonadas Pius Font i Quer creará en 1930 el Jardín Botánico de Barcelona (hoy Jardín Botánico Histórico de Barcelona). Estos terrenos provenían de su made, la heredera de la familia aristócrata Foixart (hoy Fuixart).
En las elecciones generales de 1918 es proclamado por su partido candidato a Cortes por el distrito de Tremp (Lérida), frente al candidato reformista Josep Llari.
En 1922 es nuevamente elegido concejal del Ayuntamiento de Barcelona, de cuyo cargo será separado por el gobernador civil de Barcelona, general Lossada, el 1 de octubre de 1923, tras promulgarse el día anterior, como medida del directorio militar de Primo de Rivera consecuente a su golpe de Estado, un real decreto por el que se disolvían los ayuntamientos y se destituían sus regidores por serlo de origen electoral, siendo también su alcalde, Fernando Fabra y Puig, II marqués de Alella, así mismo destituido, sustituyéndolo como alcalde de Barcelona el vocal asociado Josep Banqué i Feliu.
Muere en la ciudad de Barcelona, tras convalecer en Suiza y San Cugat del Vallés, el día 29 de abril de 1925, durante la dictadura de Primo de Rivera, siendo cabo del somatén del distrito II (1922-1925) y presidente de su ateneo obrero (1907-1925).